# Волков Владислав Миколайович
Во́лков Владисла́в Микола́йович (23 листопада 1935 — 30 червня 1971)— радянський космонавт, двічі Герой Радянського Союзу, який у 1971 загинув на космічному кораблі «Союз-11» разом з космонавтами Віктором Пацаєвим та Георгієм Добровольським.

## Біографія
Народився 23 листопада 1935 року у сім'ї бригадира Філівської філії ЦКБМ.
1953 року вступив до Московського авіаційного інституту ім. Серго Орджонікідзе
1959 року почав роботу в ОКБ-1 (КБ Корольова), брав участь у створенні багатьох зразків космічної техніки, у тому числі космічних кораблів Схід.
1966 року зарахований до загону космонавтів (Група цивільних фахівців № 2)
1969 року здійснив свій перший політ як бортінженер корабля «Союз-7» (12-17 жовтня). Політ тривав 4 доби 22 години 40 хвилин 23 секунди.
1971 року здійснив політ як бортінженер космічного корабля Союз-11 і орбітальної космічної станції Салют-1. Політ тривав 23 дні 18 годин 21 хвилину 43 секунди. При спуску відбулася розгерметизація апарата Союз-11, що спускається, екіпаж у складі Георгія Добровольського, Владислава Волкова та Віктора Пацаєва загинув.

## Вшанування пам'яті
Іменем космонавта названо астероїд з групи головного поясу — 1790 Волков.
Вулиця Космонавта Волкова у містах Дніпро, Горлівка, Миколаїв.
Вулиця Волкова у містах Кропивницький, Новомиргород, Чернігів.
У місті Коростень 4 серпня 2022 року вулицю Волкова перейменували на вулицю Дмитра Вишневецького.
Ім'я космонавта увічнено у скульптурі «Полеглий астронавт» на Місяці (1971).